# Paula Wilcox
Mary Paula Wilcox (Mánchester, Reino Unido, 13 de diciembre de 1949), es una actriz británica.

## Biografía
En 1969 se casó con Derek Seaton, pero el matrimonio terminó cuando Derek murió en 1979.
En 1991 se casó con Nelson Skip Riddlem el hijo del músico Nelson Riddle.

## Carrera
Su popularidad comienza al participar en la serie de televisión The Lovers (1970-1971), una sitcom emitida por la cadena ITV. 
El personaje que le otorgó mayor popularidad fue el de Chrissy Plummer en la famosa serie británica Un hombre en casa (1973-1976), por su interpretación obtuvo el Premio TP de Oro, entregado en España a la mejor actriz extranjera de televisión en 1978.
Tras intervenir en la serie Miss Jones and Son (1977), dando vida a una madre soltera, se apartó durante un tiempo de la interpretación para dedicarse a su familia.
Después de un tiempo regresó a los escenarios, e interpretó por ejemplo una versión femenina de Ellas. La extraña pareja, El rey y yo y Shirley Valentine, todas ellas en el West End londinense.
En 1992 regresó a televisión apareciendo en la serie Blue Heaven de la cadena Channel 4 (1992-1994). Más recientemente ha realizado apariciones episódicas en distintos programas y series como Footballers' Wives, Holby City y Down to Earth, así como el papel de Lilian en la sitcom The Smoking Roomin de la BBC.
Con posteridad ha aparecido en las series inglesas Emmerdale (2007-2008), dando vida a Hilary Potts; Mount Pleasant (2011-2017) y Upstart Crow (2016- ).